# Unicamente Celentano
Unicamente Celentano (укр. «Тільки Челентано») — збірник пісень на трьох дисках італійського співака та кіноактора Адріано Челентано, випущений 10 листопада 2006 року під лейблом «Clan Celentano».

## Про збірник
Збірник «Unicamente Celentano» складався з двох, або трьох дисків, на яких містилися пісні з репертуару Адріано Челентано різних років. Збірник містив нову пісню, яка була виконана в дуеті з Полом Анкою — «Oh Diana». Пісня була написана в 1957 році. За 6 місяців було продано 350.000 копій, збірник знаходився на 3 місці в турнірній таблиці FIMI в перший тиждень прем'єри і майже 3 місяці в першій десятці італійських чартів. В Росії збврник отримав статус «золотий альбом».

## Видання
| Назва                                   | Лейбл                                 | Номер         | Країна | Рік  |
| --------------------------------------- | ------------------------------------- | ------------- | ------ | ---- |
| Unicamente Celentano (2xCD, Dlx)        | Clan Celentano                        | CLN 2092-E    | Європа | 2011 |
| Unicamente Celentano (3xCD)             | Clan Celentano                        | CLN 2057-T    | Європа | 2006 |
| Unicamente Celentano (2xCD, Unofficial) | Clan Celentano                        | CLN 2057-T    | Росія  | 2007 |
| Unicamente Celentano (2xCD, Dlx)        | Clan Celentano, Universal Music Group | CLN 2092-E    | Росія  | 2011 |
| Unicamente Celentano (2xCD, RE)         | Universal Music Russia                | 4605026709973 | Росія  | 2011 |
| UnicamenteCelentano (CD)                | Universal Music Group                 | 602527878874  | Європа | 2011 |
| Unicamente Celentano (3xCD)             | Clan Celentano                        | CLN 2057      | Італія | 2012 |